# アオスジアゲハ
アオスジアゲハ（青条揚羽、学名:Graphium sarpedon）は、アゲハチョウ科アオスジアゲハ属に分類されるチョウの一種。都市周辺でもよく見られ、公園、街路樹、照葉樹林などに生息する。クロタイマイともいう。

## 形態・生態
成虫の前翅長は 25-45 mm ほど。翅は黒色で、前翅と後翅に青緑色の帯が貫いている。この帯には鱗粉がなく、鮮やかなパステルカラーに透き通っている。ごくまれに、青帯をまったく欠く変異個体が発見されることがある。翅斑は雌雄ともによく似ているため、雌雄の同定は生殖器で判断するのがよい。複眼がよく発達していて、昆虫の中では最も多くの色を識別できる。
成虫の出現期は5-10月。年3-4回発生する。飛び方は敏捷で飛翔力が高く、樹木や花のまわりをめまぐるしく飛び回っていることが多い。雄は初夏から夏にかけて水辺に吸水集団を形成する。アゲハチョウ類としては珍しく、静止時には通常、翅を閉じて止まるが、翅を開いて止まることがないわけではない。
幼虫の食草はクスノキ科植物（クスノキ、タブノキ、シロダモ、ヤブニッケイなど）の葉である。
蛹はクスノキの葉を似せた形状をしている。一般のアゲハチョウ類と違い、幹ではなく葉に蛹を形成する。越冬態は蛹。

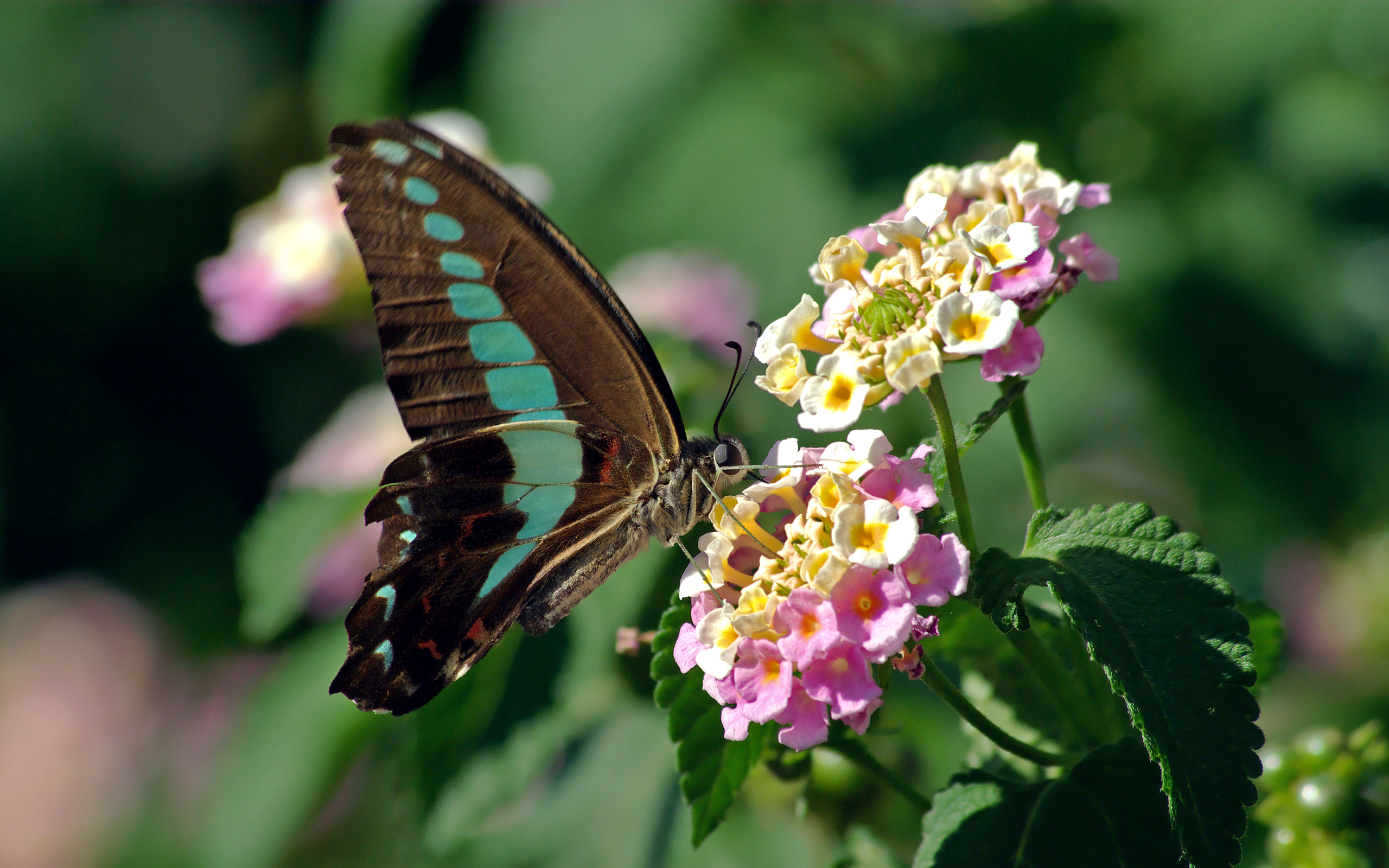
アオスジアゲハ
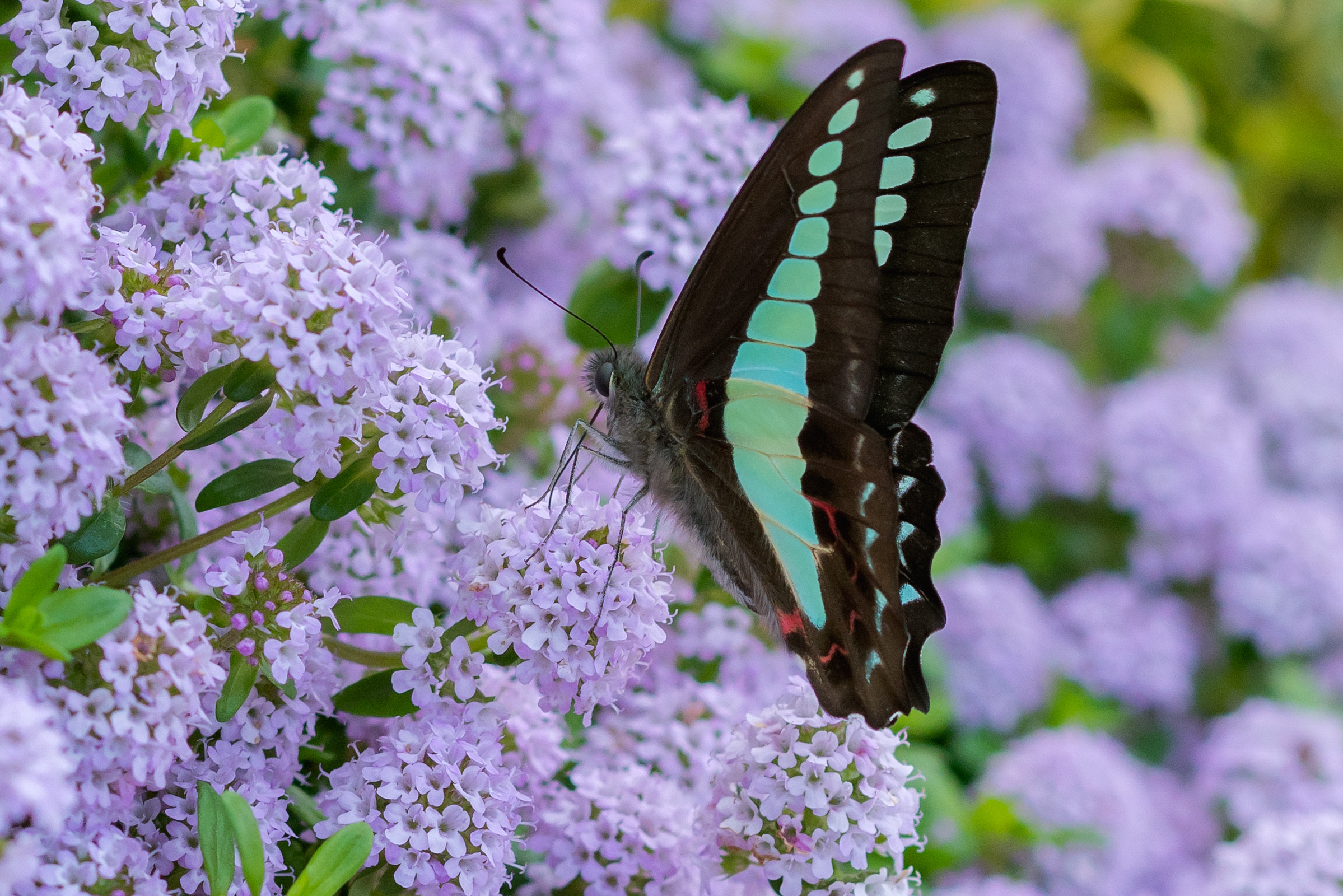
アオスジアゲハ
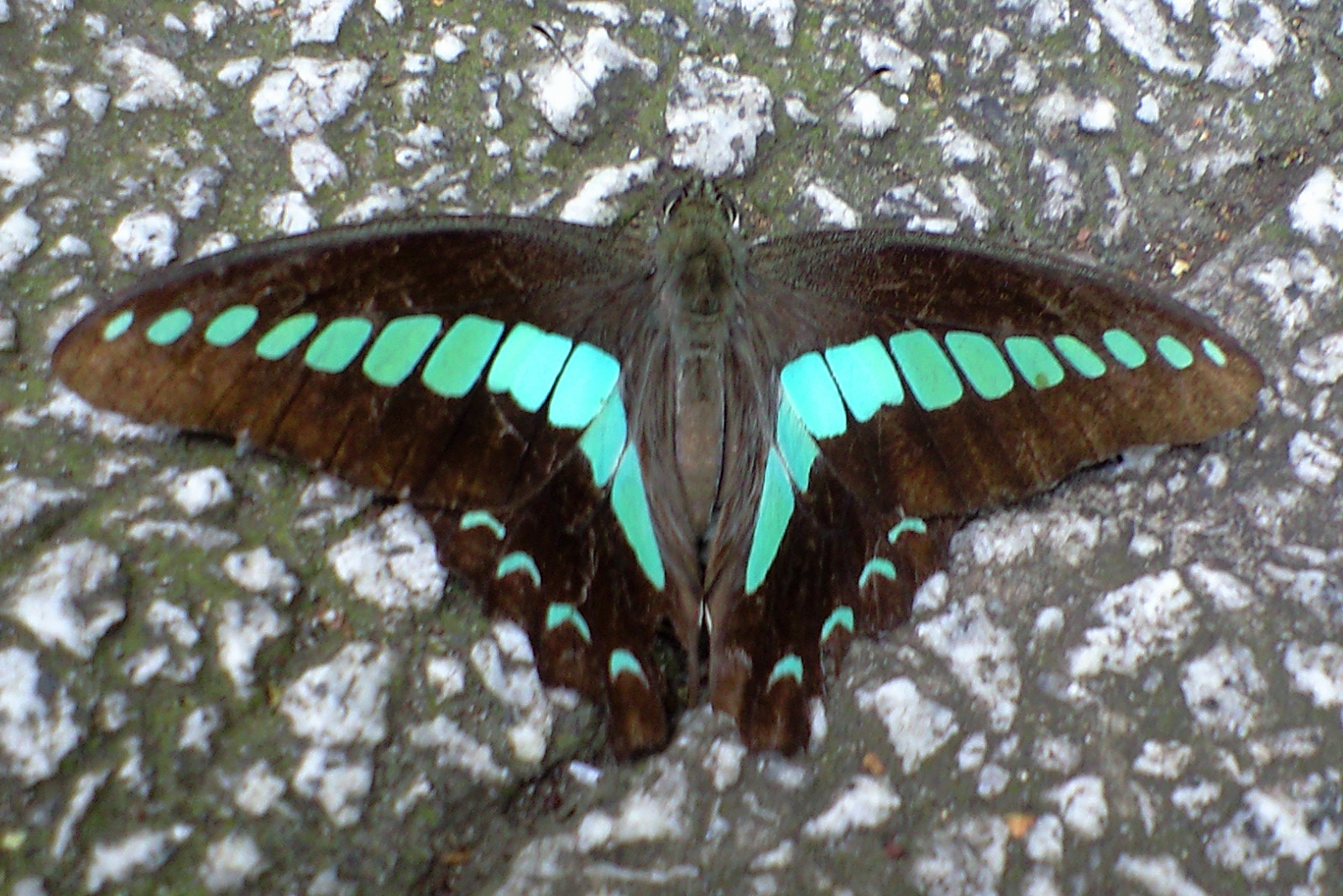
舗道で羽を広げた姿
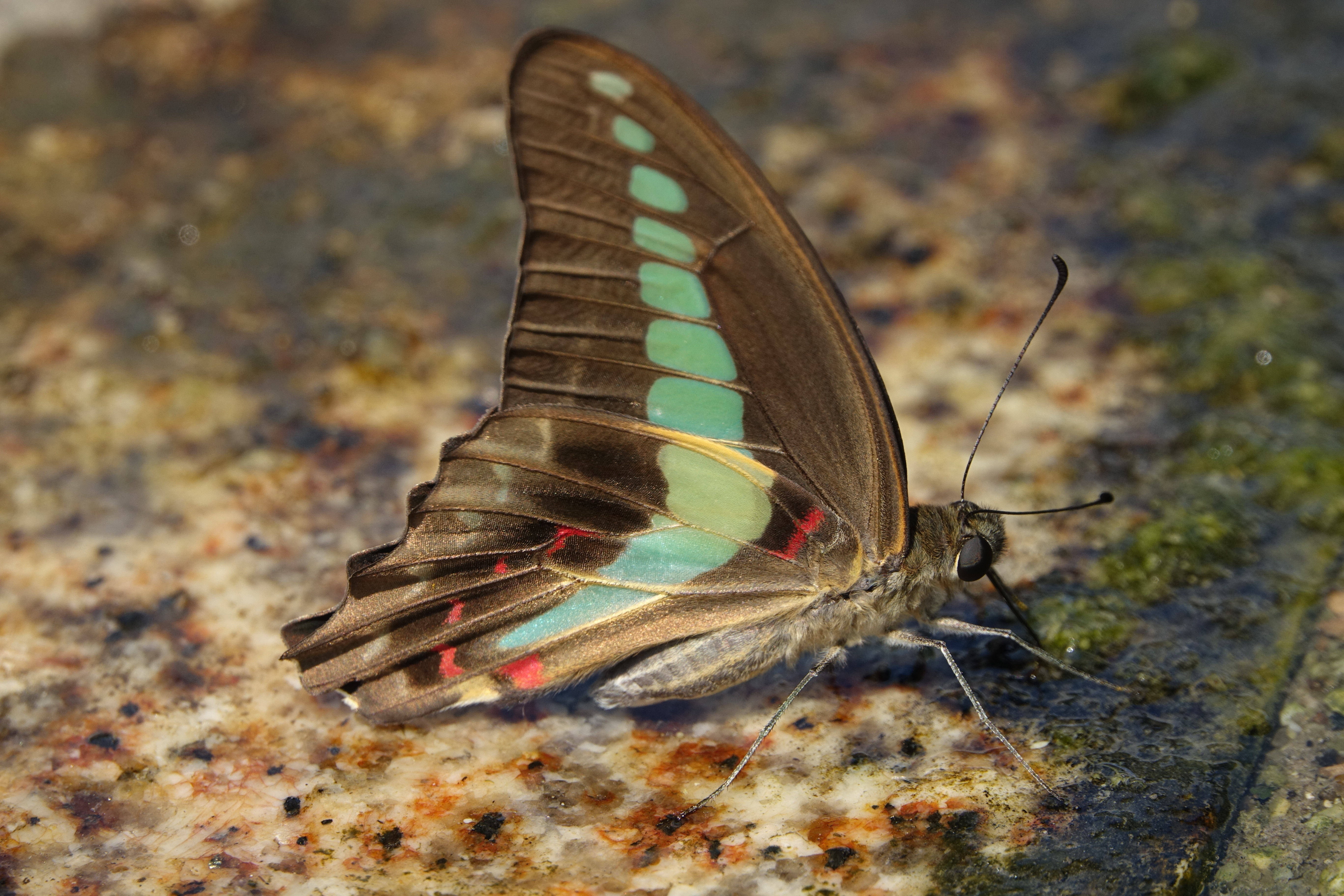
吸水

## 分布
東アジア、東南アジア、オーストラリア北部の広い範囲に生息し、15の亜種に分かれる。日本では G. s. nipponum (Fruhstorfer, 1903) が本州以南に分布するが、南方を起源とするチョウなので、本州中部以北ではそれほど多くなく、東北地方南部あたりが北限とされており、北海道にはいない。この亜種は日本のほか朝鮮半島にも分布する。

熱帯性である Graphium 亜属の中で、北半球の温帯に分布を拡大しているのは、わずかにアオスジアゲハとミカドアゲハの2種である。

## アオスジアゲハ属
アオスジアゲハ属（学名: Graphium）は東南アジアを中心に分布しており、5亜属に分かれ、主に次の種が属する。
- Graphium 亜属

  - タイワンタイマイ Graphium cloanthus Westwood, 1841
  - コドルスタイマイ Graphium codrus codrus (Cramer)
  - オナガクロタイマイ Graphium empedovana Corbet, 1941
  - ミロンタイマイ Graphium milon (Felder & Felder, 1864)
  - アオスジアゲハ Graphium sarpedon (Linnaeus, 1758)
  - セラムタイマイ Graphium stresemanni Rothschild, 1916
  - ミイロタイマイ Graphium weiskei (Ribbe, 1900)
  - コモンタイマイ Graphium agamemnon (Linnaeus, 1758)
  - ミカドアゲハ Graphium doson (C.Felder & R.Fedler., 1864)
- Arisbe 亜属

  - オナガコモンタイマイ Graphium antheus (Cramer, 1779)
  - コオナガコモンタイマイ Graphium policenes (Cramer, 1775)
  - アフリカマダラタイマイ Graphium leonidas (Fabricius, 1793)
  - アダマストールタイマイ Graphium adamastor (Boisduval, 1836)
  - アガメデスタイマイ Graphium agamedes (Westwood, 1842)
  - アカネタイマイ Graphium pylades
  - ベニモンタイマイ Graphium ridleyanus (White, 1843)
- Paranticopsis 亜属
- Pathysa 亜属

  - アゲテスオナガタイマイ Graphium agetes Westwood, 1841
  - オナガタイマイ Graphium antiphates Cramer, 1775
  - オオオナガタイマイ Graphium androcles Boisduval, 1836
  - ゴマダラタイマイ Graphium delesserti palawanus Guérin
  - デゥカリオンタイマイ Graphium deucalion (Boisduval, 1836)
  - シロマダラタイマイ Graphium encelades Boisduval, 1836
- Pazala 亜属